# Super Sanremo 2015
Super Sanremo 2015 è un album compilation pubblicato il 12 febbraio 2015, in concomitanza con il Festival di Sanremo 2015.
Si tratta dell'unica raccolta ufficiale legata alla 65ª edizione della manifestazione ed è composta da due dischi.
Il primo disco include i brani proposti in gara da 17 dei 20 partecipanti alla sezione Campioni (sono esclusi infatti i brani proposti da Dear Jack, Alex Britti e Bianca Atzei) e tre brani delle nuove proposte; il secondo disco include invece 15 dei brani presentati dai Campioni nella serata delle cover ed i restanti 5 brani interpretati dalle Nuove Proposte. Nel disco non sono presenti le cover: Ti sento di Annalisa, Rose rosse di Raf, Se telefonando di Nek, Vivere di Malika Ayane e Io mi fermo qui di Alex Britti, che comunque partecipa alla cover Ciao amore ciao eseguita da Bianca Atzei.

## Tracce

### CD 1
1. Il Volo - Grande amore
2. Chiara - Straordinario
3. Marco Masini - Che giorno è
4. Irene Grandi - Un vento senza nome
5. Gianluca Grignani - Sogni infranti
6. Raf - Come una favola
7. Nina Zilli - Sola
8. Lorenzo Fragola - Siamo uguali
9. Malika Ayane - Adesso e qui (nostalgico presente)
10. Nesli - Buona fortuna amore
11. Annalisa - Una finestra tra le stelle
12. Nek - Fatti avanti amore
13. Anna Tatangelo - Libera
14. Lara Fabian - Voce
15. Moreno - Oggi ti parlo così
16. Grazia Di Michele e Mauro Coruzzi - Io sono una finestra
17. Biggio e Mandelli - Vita d'inferno
18. Giovanni Caccamo - Ritornerò da te
19. Rakele - Io non lo so cos'è l'amore
20. Chanty - Ritornerai

### CD 2
1. Dear Jack - Io che amo solo te
2. Bianca Atzei e Alex Britti - Ciao amore ciao
3. Chiara - Il volto della vita
4. Lorenzo Fragola - Una città per cantare
5. Irene Grandi - Se perdo te
6. Marco Masini - Sarà per te
7. Anna Tatangelo - Dio come ti amo
8. Gianluca Grignani - Vedrai vedrai
9. Nina Zilli - Se bruciasse la città
10. Il Volo - Ancora
11. Grazia Di Michele e Platinette - Alghero
12. Moreno - Una carezza in un pugno
13. Lara Fabian - Sto male
14. Biggio e Mandelli - E la vita, la vita
15. Nesli - Mare mare
16. Kaligola - Oltre il giardino
17. Amara - Credo
18. KuTso - Elisa
19. Enrico Nigiotti - Qualcosa da decidere
20. Serena Brancale  - Galleggiare